# I Didn't Know My Own Strength (bài hát của Whitney Houston)
"I Didn't Know My Own Strength" là bài hát được trình bày bởi nữ ca sĩ R&B-pop người Mĩ Whitney Houston, được trích từ album phòng thu thứ sáu của cô — I Look to You
Ca khúc được sáng tác bởi nhạc sĩ giành được nhiều giải thưởng Diane Warren và được sản xuất bởi David Foster, những người trước đó đã viết và sản xuất các ca khúc cho Whitney. Ban đầu ca khúc được lên kế hoạch phát hành cùng với album tại Anh vào ngày 31 tháng 8 năm 2009 và tại Mĩ vào ngày 1 tháng 9 năm 2009, nhưng cuối cùng đã hủy bỏ để phát hành "I Look to You" và "Million Dollar Bill".

## Đánh giá chuyên môn
Khi đánh giá về album, Digital Spy đã nhận xét bài hát cùng với ca khúc chủ đề là "một cặp ballad cổ điển của Whitney trong album".

## Bối cảnh
Mặc dù chưa bao giờ được phát hành chính thức, tác giả Lizzie Smith người Anh đã thông báo trên tờ The Daily Mail rằng ca khúc đã bị rò rỉ trên mạng internet trước ngày phát hành chính thức. Tuy vậy, ông trùm âm nhạc Clive Davis trong bữa tiệc ra mắt chính thức tại Luân Đôn cho hay các tất cả ca khúc trong album vẫn chưa hoàn thành. Việc phát hành của ca khúc đã được xác nhận bởi nhạc sĩ Diane Warren, người đã kể cho tạp chí Vibe rằng cô đã viết đĩa đơn đặc biệt dành riêng cho Whitney, và nó sẽ được phát hành thành đĩa đơn đầu tiên. Về phía nhà sản xuất, Davis cho hay một ca khúc trong album có tên "Call You Tonight" đã được đề cử để phát hành thành đĩa đơn mở đường cho album. Theo một số báo cáo trước đây, điều này dẫn đến sự suy đoán rằng "I Didn't Know My Own Strength" sẽ được phát hành hạn chế nhằm tạo ra gây sự chú ý về album trong dư luận, trong khi đó một ca khúc khác sẽ được quảng bá đầy đủ và phát hành nhằm thúc đẩy cho việc phát hành album. Ca khúc chủ đề "I Look to You" đã được phát hành thành đĩa đơn chính thức đầu tiên tại Mĩ, trong khi "Million Dollar Bill" (đĩa đơn thứ hai tại Mĩ) trở thành đĩa đơn đứng đầu trên toàn thế giới. Whitney trình diễn "I Didn't Know My Own Strength" trên chương trình The Oprah Winfrey Show vào ngày 15 tháng 9 năm 2009 và biểu diễn trực tiếp ca khúc tại lễ trao giải thưởng Âm nhạc Mĩ năm 2009.

## Thứ tự các bài hát
Do sự phổ biến của ca khúc, một phiên bản mở rộng của ca khúc chứa các bản phối khí lại đã được phát hành cùng với các bản phối khí lại khác của hai đĩa đơn chính thức vào ngày 6 tháng 11 năm 2009.
| Các bản phối khí lại | Các bản phối khí lại                                                                      | Các bản phối khí lại |
| STT                  | Nhan đề                                                                                   | Thời lượng           |
| -------------------- | ----------------------------------------------------------------------------------------- | -------------------- |
| 1.                   | "I Didn't Know My Own Strength" (Peter Rauhofer hiệu chỉnh cho radio)                     | 3:04                 |
| 2.                   | "I Didn't Know My Own Strength" (Buổi trình diễn phối khí của Peter Rauhofer)             | 5:15                 |
| 3.                   | "I Didn't Know My Own Strength" (Daddy's Grove Magic Island hiệu chỉnh cho radio)         | 3:11                 |
| 4.                   | "I Didn't Know My Own Strength" (Buổi trình diễn phối khí của Daddy's Grove Magic Island) | 5:19                 |
| 5.                   | "I Didn't Know My Own Strength" (Câu lạc bộ Daddy's Groove Magic Island phối khí lại)     | 7:23                 |
| Tổng thời lượng:     | Tổng thời lượng:                                                                          | 24:11                |

## Vị trí trên các bảng xếp hạng

### 2009
| Bảng xếp hạng (2009)                     | Vị trí cao nhất |
| ---------------------------------------- | --------------- |
| Ireland (IRMA)                           | 38              |
| Nhật Bản (Japan Hot 100)                 | 16              |
| Anh UK Singles Chart                     | 44              |
| Hoa Kỳ Hot R&B/Hip-Hop Songs (Billboard) | 66              |
| Hoa Kỳ Dance Club Songs (Billboard)      | 17              |
| US Hot Adult R&B Songs (Billboard)       | 35              |

### 2014
Video Whitney trình diễn ca khúc tại The Oprah Winfrey Show đã được ghi hình lại và đưa vào album trực tiếp đầu tiên của cô, Whitney Houston Live: Her Greatest Performances. Tại Anh, ca khúc bất ngờ xuất hiện tại bảng xếp hạng iTunes vào ngày 27 tháng 9 năm 2014 tại vị trí #54 và nằm trong bảng xếp hạng này 8 ngày.
| Bảng xếp hạng (2014) | Vị trí cao nhất |
| -------------------- | --------------- |
| iTunes Anh           | 34              |